# Tephrosia desertorum
Tephrosia desertorum är en ärtväxtart som beskrevs av Scheele. Tephrosia desertorum ingår i släktet Tephrosia och familjen ärtväxter. Inga underarter finns listade i Catalogue of Life.